# エヌ・ティ・ティ・ドコモ四国
株式会社エヌ・ティ・ティ・ドコモ四国（エヌ・ティ・ティ・ドコモしこく）は、一般にはNTTドコモ四国と呼ばれ、かつて四国地方を事業区域としていた日本の電気通信事業者。株式会社エヌ・ティ・ティ・ドコモの完全子会社であった。現在はNTTドコモ四国支社として業務を行っている。

## 事業区域
香川県 - 愛媛県 - 高知県　- 徳島県

## 沿革
- 1991年11月14日 -　エヌ・ティ・ティ移動通信企画四国株式会社を、高松市錦町二丁目に設立。
- 1993年4月28日 - エヌ・ティ・ティ四国移動通信網株式会社に商号変更。
- 1998年12月1日 - エヌ・ティ・ティ四国パーソナル通信網（NTTパーソナル四国）からPHS事業を継承。
- 2002年4月1日 - 株式会社エヌ・ティ・ティ・ドコモ四国に商号変更。
- 2004年
  - 5月10日 - 本社を高松市サンポートへ移転。
  - 6月 - 無線呼び出し|ポケットベル新規加入受付を停止
- 2005年5月 - PHS新規加入受付を停止
- 2007年3月31日 - ポケットベル事業から撤退
- 2008年
  - 1月7日 - PHS事業から撤退
  - 7月1日 - 親会社の株式会社エヌ・ティ・ティ・ドコモ（ドコモ中央）に合併し解散した。この会社の本社はNTTドコモの四国支社となった。

## 本社・支店等所在地

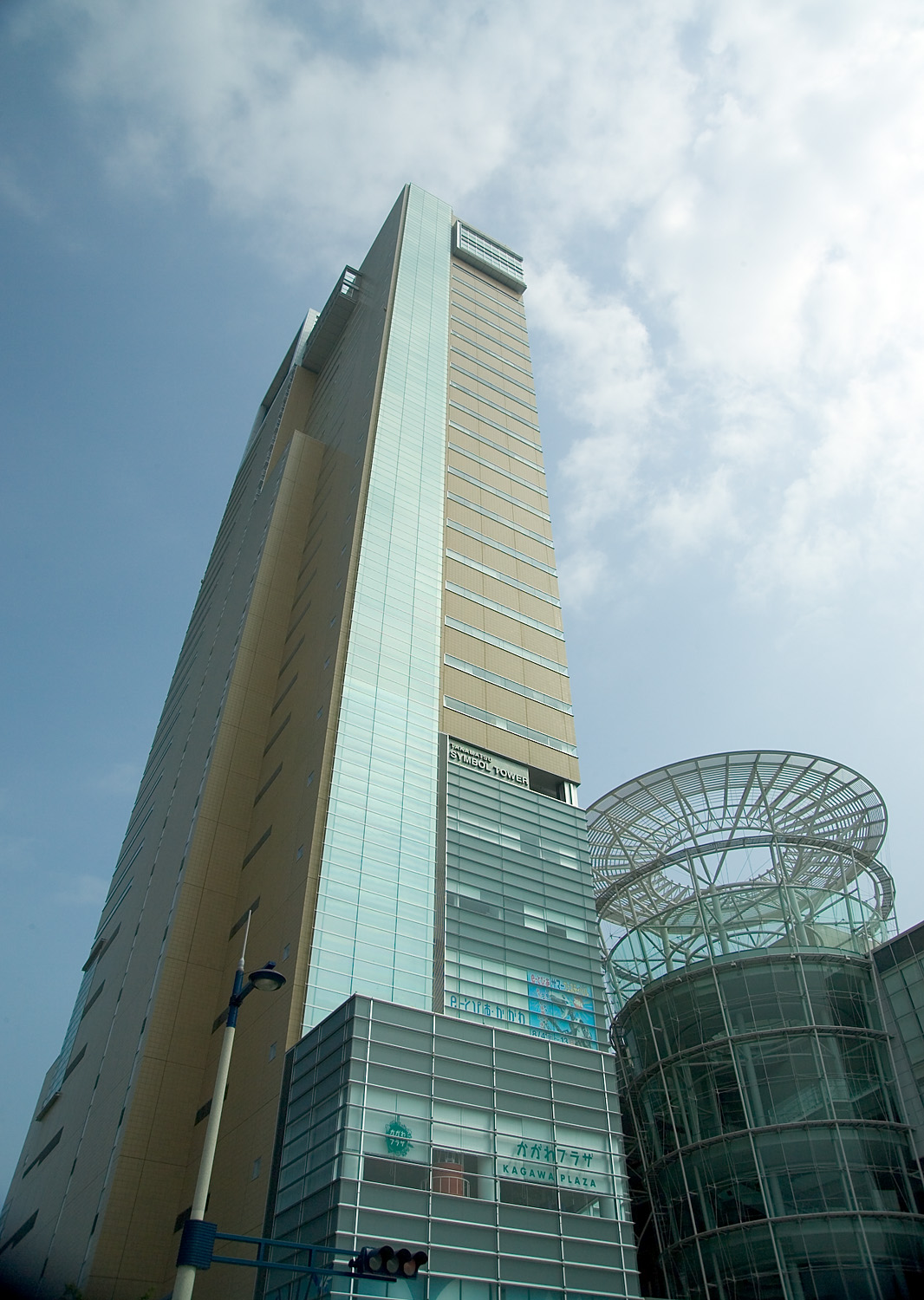
NTTドコモ四国支社が入居するサンポートビジネススクエア

- 本社：香川県高松市サンポート2番1号 高松シンボルタワー サンポートビジネススクエア
  - 香川支店：香川県高松市錦町二丁目4番8号
  - 愛媛支店：愛媛県松山市宮西二丁目9番33号
  - 高知支店：高知県高知市北本町四丁目5番40号
  - 徳島支店：徳島県徳島市北常三島町一丁目6番1

## 特筆事項
- NTT西日本四国事業本部と、この会社が併合したNTTパーソナル四国の本社いずれもの所在地が愛媛県松山市であるのに対し、ドコモ四国は高松市に本社を構えていたのが特徴である。その関係で現在のNTTドコモ四国支社も高松市にある。
- 代理店への契約方式としては、各地域会社の中で最後まで委託販売方式を採用していた。従って価格は全て統一されていた時期があった。通常の卸売りであれば私的独占の禁止及び公正取引の確保に関する法律（独占禁止法）に抵触する。
- ドコモショップを柱とする営業方針の為、在庫もドコモショップのみとしており、電器量販店の1次代理店加入や、安売りも価格統制で出来ない地域であった。現在は異なる。
- 電器量販店の1次代理店では、ベスト電器（本社:福岡）のみ当時の社長の関係で例外的に後発参入出来たが、在庫販売は当初は認められなかった。現在はベスト電器以外の量販店でも、グループ会社に1次代理店を取得していたりし、異なる。[要出典]
- スーパー等に関しては、イオンニューコム（JUSCO松山など）在庫がある店も存在したが、1次代理店（親店）が丸紅テレコム（ドコモショップ兵庫町店）であったため可能であり、ドコモ四国は認めていない。また香川県から愛媛県の2次代理店への配備の為、他の代理店より抗議があり[要出典]ポケベルのみの在庫となった。しかしポケベルの在庫も高知県以外は、2次代理店では、珍しかった。他にカメラの田中やスーパーのダイエーの親代理店も丸紅テレコムであった。
- 電器量販店では、徳島のJoshin電気のFC店が一角でドコモショップをINショップとして経営しているが、これは元々地元でナショナルショップの経営をしていた関係で代理店を取得していたためであり、電器量販店の1次代理店としてではなく、ＦＣ店が独自に権利を取得している特殊な例である。[要出典]
- 電器量販店で唯一管轄の支店よりドコモロゴ看板も使用許可を得て、正式に全キャリアのロゴ置き看板を並べてた併売販売店であった店に、ハンディホンプラザ城北店（マツヤデンキ）があった。ここは、携帯事業に売り切り制同時に力をいれており、一時は近隣のドコモショップよりも契約獲得数が上回っていた、四国で一番初めに1次代理店管理を条件にの黒ロムでの在庫が配備され、店頭にも「在庫あります」の表示があった。ちなみマツヤデンキのFC店であり、ドコモ以外の全キャリアは、PHSは勿論、ポケットベルに至るまでは全て1次代理店を取得していた。機種交換や修理の受付も利益が全く発生しないにもかかわらず受付し、ドコモまでその都度係員が持ち込んで、自店負担で貸出機まで用意していた為に、ショップの少ない当時（平成5年から平成10年頃）は地元地域では人気店であったようだ。[要出典]ちなみに全キャリアの看板が屋上サインに横並びで掲げられていた。（現在は閉店）ドコモは、併売店を本当に嫌っていた、現在は在庫のない量販店系販売店は少ない。